# Hans-Joachim Brauske

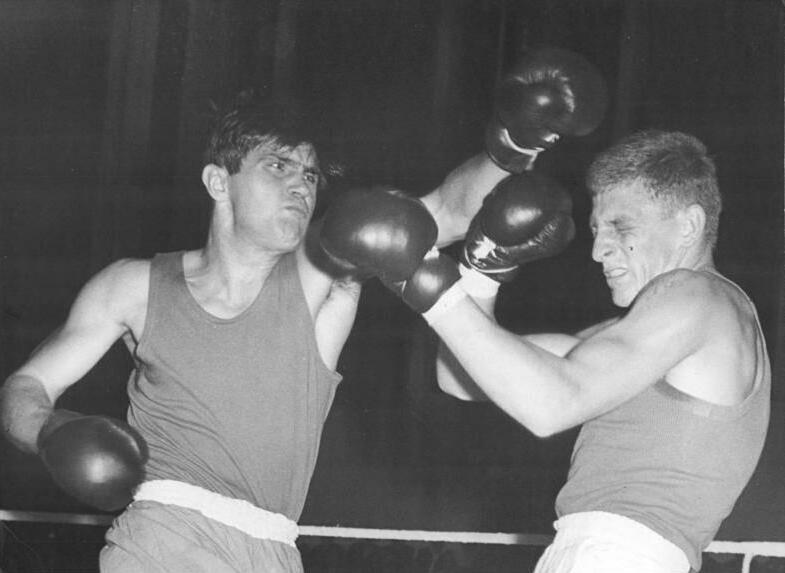
Hans-Joachim Brauske (rechts) am 18. September 1963 bei einem internationalen Boxturnier in Berlin im Kampf mit dem Ungarn Jozsef Karpati

Hans-Joachim Brauske, meist Achim Brauske genannt (* 12. Oktober 1943 in Lauchhammer, Kreis Liebenwerda, Provinz Sachsen; † 11. Januar 2025) ist ein ehemaliger DDR-Boxer. Er war Gewinner der Bronzemedaille bei der Europameisterschaft 1971 in Madrid im Mittelgewicht.

## Werdegang
Brauske begann als Zwölfjähriger beim SC Aktivist Lauchhammer mit dem Boxen. Über den SC Aktivist Brieske-Senftenberg und den SC Cottbus kam er 1968 zum SC Chemie Halle. Als Senior boxte Brauske im Halbschwergewicht (bis 81 kg Körpergewicht). Nach seinem Wechsel zum SC Chemie Halle wechselte er in das Mittelgewicht (bis 75 kg Körpergewicht).
Die sportlichen Erfolge von Brauske begannen 1963 mit einem 3. Platz bei der DDR-Meisterschaft im Halbschwergewicht hinter Bruno Wittkowski vom SC Dynamo Berlin und Grönke von Motor Babelsberg. Am 20. Oktober 1963 wurde er erstmals in einem Länderkampf eingesetzt. Er kämpfte in Poznań gegen den mehrfachen Europameister Zbigniew Pietrzykowski, einen der besten Amateurboxer der Welt jener Jahre und unterlag diesem nach Punkten. Zwei Jahre später, 1965, erkämpfte er sich die DDR-Vizemeisterschaft im Halbschwergewicht. Im Finale unterlag er Jürgen Schlegel vom SC Traktor Schwerin, der in den folgenden Jahren einer seiner Hauptkonkurrenten wurde.
Im Jahre 1966 wurde Brauske erstmals DDR-Meister im Halbschwergewicht, wobei er im Finale Grönke nach Punkten besiegte. Auch 1967 wurde er DDR-Meister im Halbschwergewicht durch einen Punktsieg über Jürgen Schlegel. Bei der Europameisterschaft dieses Jahres in Rom hatte er Lospech, denn er traf gleich in der ersten Runde auf den sowjetischen Ausnahmeboxer Danas Pozniakas (Dan Pozniak), gegen den er in der dritten Runde aus dem Kampf genommen werden musste.
Bei der DDR-Meisterschaft 1968 startete Brauske letztmals im Halbschwergewicht. Er stand im Finale wieder Jürgen Schlegel gegenüber, der dieses Mal gewann und Brauske auf den 2. Platz verwies. Jürgen Schlegel wurde auch bei den Olympischen Spielen in Mexiko-Stadt eingesetzt. Brauske musste daheimbleiben. Er gewann beim Honved-Cup in Budapest im Mittelgewicht durch einen Punktsieg über den Ungarn Szegeti.
Brauske ließ sich vom Verfehlen eines Startplatzes bei den Olympischen Spielen 1968 nicht entmutigen und gewann 1969 seinen vierten DDR-Meistertitel. Im Mittelgewicht siegte er dabei vor Wolfgang Vielhauer vom ASK Vorwärts Berlin und Peter Urbach aus Erfurt. Beim TSC-Turnier in Berlin feierte er Siege über W. Abramowitsch aus der UdSSR, Edmund Hebel aus Polen und Juttke, DDR und gewann damit dieses Turnier.
1970 gewann Brauske erneut den DDR-Meistertitel im Mittelgewicht, seinen fünften. Im Finale besiegte er dabei Ingo Zimpel vom SC Magdeburg. Bei dem erstmals durchgeführten „Chemie-Pokal“ in Halle (Saale) siegte er durch einen Punktsieg im Endkampf über den Finnen Pertti Kaijalaakso. 1971 startete Brauske nicht bei der DDR-Meisterschaft. Er wurde bei der Europameisterschaft in Madrid im Mittelgewicht eingesetzt. Dort besiegte er im Achtelfinale Otto Gerlić aus Jugoslawien nach Punkten und besiegte im Viertelfinale Alan Minter aus England mit demselben Ergebnis. Im Halbfinale unterlag er dem sowjetischen Boxer Juozas Juocevičius und erkämpfte damit eine EM-Bronzemedaille.
1972 wurde Brauske bei der DDR-Meisterschaft im Mittelgewicht von Bernd Wittenburg vom SC Dynamo Berlin geschlagen. Nach seinem Sieg beim 3. Chemie-Pokal in Halle im Mai 1972 wurde er zu den Olympischen Spielen delegiert. Brauske besiegte dort in der ersten Runde den Sudanesen Abdel Wahab Abdullah Salih knapp mit 3:2 Richterstimmen. In seinem nächsten Kampf traf er auf den sowjetischen Sportler Wjatscheslaw Lemeschew, der damals die Mittelgewichtsklasse in der Welt beherrschte und unterlag diesem nach einer guten Leistung nach Punkten. Ein Medaillengewinn war dadurch nicht mehr möglich. Lemeschew gewann danach souverän die Goldmedaille.
Brauske beendete nach den Olympischen Spielen in München seine Laufbahn als aktiver Boxer. Er begann ein Studium an der Deutschen Hochschule für Körperkultur (DHfK) in Leipzig, das er als Diplom-Sportlehrer abschloss. Von 1973 bis 1979 war er Spitzentrainer beim SC Chemie Halle und war von 1979 an Lehrer im Hochschuldienst an der DHfK. Er war dabei vor allem verantwortlich für das Training der Spitzenboxer aus der DDR. Nach 1991 war er Trainer beim neu gegründeten SV Halle.

## Länderkämpfe
- 1963 in Poznań, Polen gegen DDR, HS, Punktniederlage gegen Zbigniew Pietrzykowski,
- 1963 in Zrenjanin, Jugoslawien gegen DDR, Hs, Punktniederlage gegen Milovan Tomić,
- 1964 in Sofia, Bulgarien gegen DDR, Hs, Punktsieg über Kristijan Dojtschew,
- 1965 in Danzig, Polen gegen DDR, Hs, Abbruchsieger 2. Runde über Wiesław Szywała,
- 1966 in Berlin, DDR gegen Polen, Hs, Niederlage durch techn. KO in der 2. Runde gegen Stanisław Dragan,
- 1966 in Belgrad, Jugoslawien gegen DDR, Hs, Punktsieg über Jordan Obradović,
- 1970 in Pančevo, Jugoslawien gegen DDR, Mi, Punktsieg über Mate Parlov,
- 1970 in Warschau, Polen gegen DDR, Mi, Abbruchsieg 3. Runde über Ryszard Sitkowski,
- 1971 in Bukarest, Rumänien gegen DDR, Mi, Punktsieg über Alec Năstac,
- 1971 in London, England gegen DDR, Mi, Punktsieg über William Knight,
- 1971 in Bournemouth, England gegen DDR, Mi, Punktsieg über Alan Minter.